# Шама сейшельська
Ша́ма сейшельська (Copsychus sechellarum) — вид горобцеподібних птахів родини мухоловкових (Muscicapidae). Ендемік Сейшельських Островів.

## Опис
Довжина птаха становить 18-21 см, враховуючи довгий хвіст, самці важать 77 г, самиці 65 г. Забарвлення повністю чорне, з темно-синім відблиском, за винятком великої білої плями на плечах. Молоді птахи мають більш тьмяне забарвлення, покривні пера крил мають сірі краї. Вокалізація різноманітна, включає хриплі крики і мелодійний спів. Тривалість життя птахів становить 15 років.

## Поширення і екологія
Раніше сейшельські шами були поширені на багатьох (за різними оцінками від 8 до 13) гранітних островах Сейшельського архіпелагу, однак станом на 1965 рік популяція цього виду збереглася лише на острові Фрегат і становила 12-15 птахів. Наразі реінтродуковані популяції сейшельських шам мешкають також на островах Норт-Казін, Саут-Казін, Арід і Деніс. Початковим середовищем проживання птахів були прибережні тропічні ліси з густою підстилкою з опалого листя. Наразі сейшельські шами живуть в зрілих лісах на центральних плато, на плантаціях і в садах. Вони віддають перевагу лісам з високими деревами, рідким підліском і густою лісовою підстилкою. Птахи живляться комахами, павуками і багатоніжками та іншими безхребетними, а також плодами, дрібними сцинками і геконами. Гніздяться в дуплах великих дерев або в кронах кокосових пальм. Птахи набувають статевої зрілості у річному віці. Інкубаційний період триває 17-18 днів.

## Збереження
МСОП класифікує цей вид як такий, що перебуває під загрозою зникнення. У 1990 році популяція сейшельської шами становила лише 22 птаха, однак завдяки заходам зі збереження, Королівському товариству охорони птахів і Birdlife Seychelles вдалося не допустити вимирання цього виду. У 1994 році вид був реінтродукований на острів Норт-Казін, у 1995 році — на острів Саут-Казін, у 2002 році — на острів Арід, у 2008 році — на острів Деніс. Станом на 2015 рік загальна популяція сейшельської шами становить 283 птаха, з яких на Фрегаті мешкає 137 птаха, на Норт-Казіні — 46 птахів, на Саут-Казіні — 32 птаха, на Аріді — 10 птахів, на острові Деніс — 58 птахів. Причиною майже повного зникнення цього виду бало знищення природного середовища і поява на островах інтродукованих хижаків, зокрема щурів і котів.